# Berliner Fußballclub Dynamo 1988-1989
Questa voce raccoglie le informazioni riguardanti il Berliner Fußballclub Dynamo nelle competizioni ufficiali della stagione 1988-1989.

## Stagione

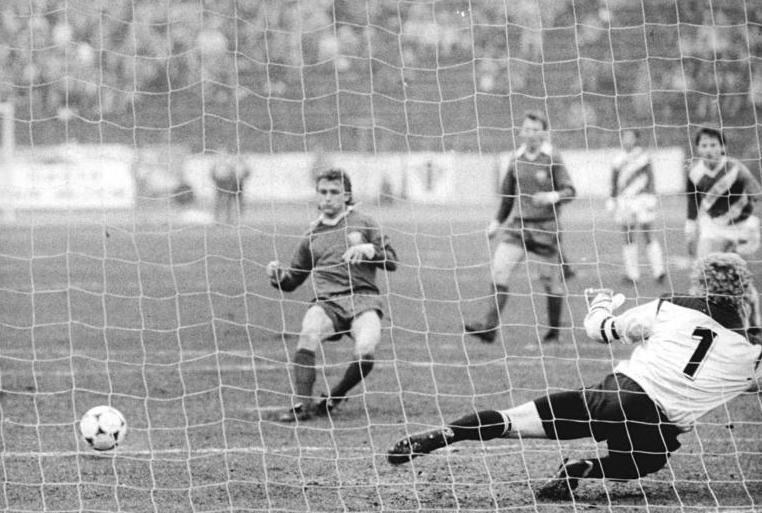
Rigore trasformato da Thomas Doll nel match contro il del 4 marzo 1989.

Nel corso del campionato la Dinamo Berlino lottò per il secondo posto contro diverse squadre fra cui il Lokomotive Lipsia e l'Hansa Rostock: anche grazie alla vittoria per 4-0 nello scontro diretto dell'ultimo turno con gli anseatici, i Weinrot prevalsero malgrado la già ottenuta qualificazione alle coppe europee, per effetto della vittoria in coppa nazionale. 
Eliminando alcune squadre di categoria inferiore nei turni preliminari e battendo per 1-0 il Karl-Marx-Stadt all'ultimo atto, i Weinrot si erano infatti confermati vincitori del trofeo nazionale, ottenendo l'accesso alla Coppa delle Coppe.
Per il secondo anno consecutivo, la Dinamo Berlino non andò oltre il primo turno di Coppa dei Campioni subendo in questo caso una rimonta dal Werder Brema, capace di ribaltare nel retour-match casalingo il 3-0 subìto all'andata a Berlino Est.

## Maglie e sponsor

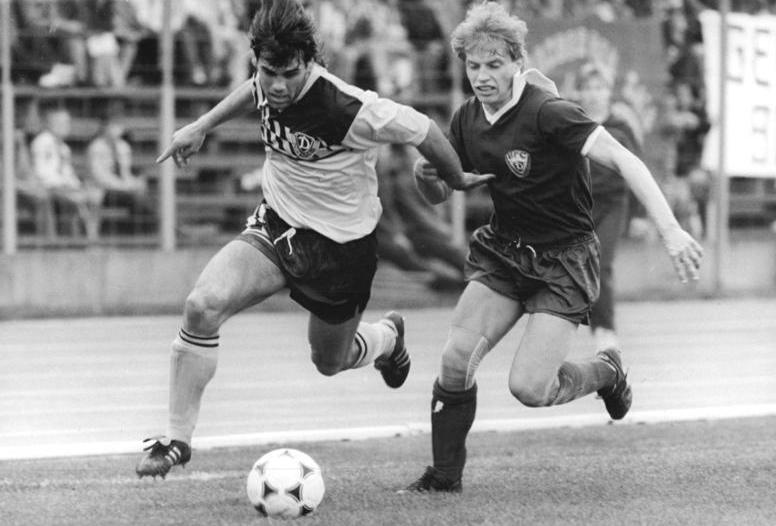
Jens-Uwe Zöphel insegue Ulf Kirsten nella gara contro la capolista, giocata il 5 marzo 1989.

Lo sponsor tecnico per la stagione 1988-1989 è Adidas, unicamente per le gare di Coppa dei Campioni. 
Vengono confermati tutti i completi della stagione precedente, ma i calzoncini della divisa per le gare interne sono occasionalmente amaranto.
| Casa (prima) | Casa (seconda) | Seconda divisa | Coppa dei Campioni |

## Rosa

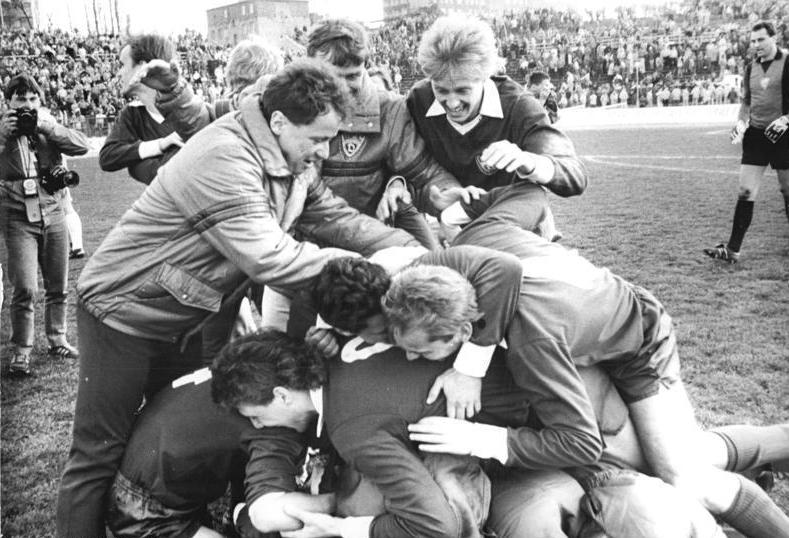
I giocatori della Dinamo Berlino festeggiano la vittoria della seconda coppa nazionale consecutiva, avvenuta battendo in finale il.

| N. |                         | Ruolo | Calciatore        |
| -- | ----------------------- | ----- | ----------------- |
|    | Germania Est (bandiera) | P     | Oskar Kosche      |
|    | Germania Est (bandiera) | P     | Bodo Rudwaleit    |
|    | Germania Est (bandiera) | D     | Thomas Grether    |
|    | Germania Est (bandiera) | D     | Waldemar Ksienzyk |
|    | Germania Est (bandiera) | D     | Jörn Lenz         |
|    | Germania Est (bandiera) | D     | Burkhard Reich    |
|    | Germania Est (bandiera) | D     | Frank Rohde       |
|    | Germania Est (bandiera) | D     | Jens-Uwe Zöphel   |
|    | Germania Est (bandiera) | C     | Christian Backs   |
|    | Germania Est (bandiera) | C     | Rainer Ernst      |
|    | Germania Est (bandiera) | C     | Sven Fochler      |
|    | Germania Est (bandiera) | C     | Jörg Fügner       |

| N. |                         | Ruolo | Calciatore      |
| -- | ----------------------- | ----- | --------------- |
|    | Germania Est (bandiera) | C     | Hendrik Herzog  |
|    | Germania Est (bandiera) | C     | Marco Köller    |
|    | Germania Est (bandiera) | C     | Eike Küttner    |
|    | Germania Est (bandiera) | C     | Bernd Schulz    |
|    | Germania Est (bandiera) | C     | Michael Schulz  |
|    | Germania Est (bandiera) | C     | Thomas Strecker |
|    | Germania Est (bandiera) | A     | Frank Albrecht  |
|    | Germania Est (bandiera) | A     | Dirk Anders     |
|    | Germania Est (bandiera) | A     | Mike Kolloff    |
|    | Germania Est (bandiera) | A     | Thomas Doll     |
|    | Germania Est (bandiera) | A     | Frank Pastor    |
|    | Germania Est (bandiera) | A     | Andreas Thom    |

## Risultati

### DDR-Oberliga

#### Girone di andata
| 1ª giornata | BFC Dynamo | 2 – 2 | Hallescher |  |

| 2ª giornata | Wismut Aue | 2 – 2 | BFC Dynamo |  |

| 3ª giornata | BFC Dynamo | 1 – 1 | Union Berlino |  |

| 4ª giornata | Rot-Weiß Erfurt | 2 – 6 | BFC Dynamo |  |

| 5ª giornata | BFC Dynamo | 1 – 1 | Magdeburgo |  |

| 6ª giornata | Dinamo Dresda | 2 – 1 | BFC Dynamo |  |

| 7ª giornata | BFC Dynamo | 2 – 0 | Stahl Brandeburgo |  |

| 8ª giornata | Sachsenring Zwickau | 0 – 3 | BFC Dynamo |  |

| 9ª giornata | BFC Dynamo | 5 – 1 | Karl-Marx-Stadt |  |

| 10ª giornata | BFC Dynamo | 0 – 2 | Lokomotive Lipsia |  |

| 11ª giornata | Energie Cottbus | 0 – 2 | BFC Dynamo |  |

| 12ª giornata | BFC Dynamo | 1 – 1 | Carl Zeiss Jena |  |

| 13ª giornata | Hansa Rostock | 1 – 0 | BFC Dynamo |  |

#### Girone di ritorno
| 14ª giornata | Hallescher | 1 – 4 | BFC Dynamo |  |

| 15ª giornata | BFC Dynamo | 2 – 1 | Wismut Aue |  |

| 16ª giornata | Union Berlino | 2 – 3 | BFC Dynamo |  |

| 17ª giornata | BFC Dynamo | 1 – 2 | Rot-Weiß Erfurt |  |

| 18ª giornata | Magdeburgo | 2 – 2 | BFC Dynamo |  |

| 19ª giornata | BFC Dynamo | 1 – 1 | Dinamo Dresda |  |

| 20ª giornata | Stahl Brandeburgo | 1 – 2 | BFC Dynamo |  |

| 21ª giornata | BFC Dynamo | 1 – 0 | Sachsenring Zwickau |  |

| 22ª giornata | Karl-Marx-Stadt | 2 – 1 | BFC Dynamo |  |

| 23ª giornata | Lokomotive Lipsia | 4 – 2 | BFC Dynamo |  |

| 24ª giornata | BFC Dynamo | 1 – 1 | Energie Cottbus |  |

| 25ª giornata | Carl Zeiss Jena | 0 – 1 | BFC Dynamo |  |

| 26ª giornata | BFC Dynamo | 4 – 0 | Hansa Rostock |  |

### Coppa della Germania Est
| Cottbus 10 settembre 1988 Trentaduesimi di finale | Energie Cottbus II | 0 – 4 referto | BFC Dynamo |  |

| Potsdam 7 ottobre 1988 Sedicesimi di finale | Motor Babelsberg | 0 – 8 referto | BFC Dynamo |  |

| Schönebeck 28 ottobre 1988 Ottavi di finale | Motor Schönebeck | 2 – 6 (d.t.s.) referto | BFC Dynamo |  |

| Berlino Est 10 dicembre 1988, ore 12:00 (CET) Quarti di finale | Union Berlino | 0 – 2 referto | BFC Dynamo |  |

| Berlino Est 10 marzo 1989 Semifinali | BFC Dynamo | 6 – 1 referto | Rot-Weiß Erfurt |  |

| Arbitro: | Ziller (Königsbrück) |

|          |           |  |
| Thom 57’ | Marcatori |  |

### Coppa dei Campioni
| Arbitro: | Van Langenhove |

|                              |           |  |
| Doll 16’ Thom 62’ Pastor 77’ | Marcatori |  |

| Arbitro: | Quiniou |

|                                                                      |           |  |
| Kutzop 23’ (rig.) Hermann 55’ Riedle 62’ Bursgsmüller 71’ Schaaf 90’ | Marcatori |  |

## Statistiche

### Andamento in campionato
| Giornata  | 1 | 2 | 3 | 4 | 5 | 6 | 7 | 8 | 9 | 10 | 11 | 12 | 13 | 14 | 15 | 16 | 17 | 18 | 19 | 20 | 21 | 22 | 23 | 24 | 25 | 26 |
| --------- | - | - | - | - | - | - | - | - | - | -- | -- | -- | -- | -- | -- | -- | -- | -- | -- | -- | -- | -- | -- | -- | -- | -- |
| Luogo     | C | T | C | T | C | T | C | T | C | C  | T  | C  | T  | T  | C  | T  | C  | T  | C  | T  | C  | T  | C  | T  | C  | T  |
| Risultato | N | N | N | V | N | P | V | V | V | P  | V  | N  | P  | V  | V  | V  | P  | N  | N  | V  | V  | P  | P  | N  | V  | V  |
| Posizione | 7 | 7 | 9 | 5 | 2 | 6 | 5 | 3 | 2 | 2  | 2  | 2  | 4  | 3  | 2  | 2  | 3  | 3  | 3  | 2  | 2  | 2  | 3  | 2  | 2  | 2  |

Fonte:  GDR » Oberliga 1988/1989 » Schedule, su worldfootball.net.
Legenda:

Luogo: C = Casa; T = Trasferta. Risultato: V = Vittoria; N = Pareggio; P = Sconfitta.

### Statistiche di squadra
| Competizione       | Punti | In casa | In casa | In casa | In casa | In casa | In casa | In trasferta | In trasferta | In trasferta | In trasferta | In trasferta | In trasferta | Totale | Totale | Totale | Totale | Totale | Totale | DR  |
| Competizione       | Punti | G       | V       | N       | P       | Gf      | Gs      | G            | V            | N            | P            | Gf           | Gs           | G      | V      | N      | P      | Gf     | Gs     | DR  |
| ------------------ | ----- | ------- | ------- | ------- | ------- | ------- | ------- | ------------ | ------------ | ------------ | ------------ | ------------ | ------------ | ------ | ------ | ------ | ------ | ------ | ------ | --- |
| DDR-Oberliga       | 32    | 13      | 5       | 6       | 2       | 12      | 13      | 13           | 7            | 2            | 4            | 29           | 19           | 26     | 12     | 8      | 6      | 51     | 32     | +19 |
| FDGB Pokal         | -     | 2       | 2       | 0       | 0       | 7       | 1       | 4            | 4            | 0            | 0            | 20           | 2            | 8      | 8      | 0      | 0      | 27     | 3      | +24 |
| Coppa dei Campioni | -     | 1       | 1       | 0       | 0       | 3       | 0       | 1            | 0            | 0            | 1            | 0            | 5            | 2      | 1      | 0      | 1      | 3      | 5      | -2  |
| Totale             | -     | 15      | 8       | 6       | 2       | 23      | 14      | 18           | 11           | 2            | 5            | 49           | 26           | 36     | 21     | 8      | 7      | 81     | 40     | +41 |

### Statistiche dei giocatori
| Giocatore    | DDR-Oberliga | DDR-Oberliga | DDR-Oberliga | DDR-Oberliga | FDGB-Pokal | FDGB-Pokal | FDGB-Pokal  | FDGB-Pokal | Coppa dei Campioni | Coppa dei Campioni | Coppa dei Campioni | Coppa dei Campioni | Totale   | Totale | Totale      | Totale     |
| Giocatore    | Presenze     | Reti         | Ammonizioni  | Espulsioni   | Presenze   | Reti       | Ammonizioni | Espulsioni | Presenze           | Reti               | Ammonizioni        | Espulsioni         | Presenze | Reti   | Ammonizioni | Espulsioni |
| ------------ | ------------ | ------------ | ------------ | ------------ | ---------- | ---------- | ----------- | ---------- | ------------------ | ------------------ | ------------------ | ------------------ | -------- | ------ | ----------- | ---------- |
| F. Albrecht  | 7            | 1            | 0            | 0            | 2          | 0          | 0           | 0          | 0                  | 0                  | 0                  | 0                  | 9        | 1      | 0           | 0          |
| D. Anders    | 7            | 2            | 0            | 0            | 3          | 1          | 0           | 0          | 0                  | 0                  | 0                  | 0                  | 10       | 3      | 0           | 0          |
| C. Backs     | 13           | 0            | 1            | 0            | 3          | 1          | 0           | 0          | 0                  | 0                  | 0                  | 0                  | 16       | 1      | 1           | 0          |
| T. Doll      | 25           | 13           | 2            | 0            | 6          | 3          | 0           | 0          | 2                  | 1                  | 0                  | 0                  | 33       | 17     | 2           | 0          |
| R. Ernst     | 21           | 4            | 5            | 0            | 5          | 1          | 1           | 0          | 2                  | 0                  | 0                  | 0                  | 28       | 5      | 6           | 0          |
| S. Fochler   | 2            | 0            | 0            | 0            | 6          | 0          | 0           | 0          | 0                  | 0                  | 0                  | 0                  | 8        | 0      | 0           | 0          |
| J. Fügner    | 12           | 0            | 4            | 0            | 2          | 1          | 0           | 0          | 0                  | 0                  | 0                  | 0                  | 14       | 1      | 4           | 0          |
| T. Grether   | 2            | 0            | 0            | 0            | 1          | 0          | 0           | 0          | 0                  | 0                  | 0                  | 0                  | 3        | 0      | 0           | 0          |
| H. Herzog    | 15           | 1            | 1            | 0            | 4          | 1          | 0           | 0          | 2                  | 0                  | 0                  | 0                  | 21       | 2      | 1           | 0          |
| M. Köller    | 21           | 2            | 4            | 0            | 6          | 0          | 0           | 0          | 2                  | 0                  | 0                  | 0                  | 29       | 2      | 4           | 0          |
| M. Kolloff   | 1            | 0            | 0            | 0            | 0          | 0          | 0           | 0          | 0                  | 0                  | 0                  | 0                  | 1        | 0      | 0           | 0          |
| O. Kosche    | 0            | -0           | 0            | 0            | 2          | -2         | 0           | 0          | 0                  | 0                  | 0                  | 0                  | 2        | -2     | 0           | 0          |
| W. Ksienzyk  | 17           | 0            | 5            | 0            | 3          | 0          | 0           | 0          | 1                  | 0                  | 0                  | 0                  | 21       | 0      | 5           | 0          |
| E. Küttner   | 23           | 4            | 2            | 0            | 5          | 5          | 2           | 0          | 2                  | 0                  | 0                  | 0                  | 30       | 9      | 4           | 0          |
| J. Lenz      | 3            | 0            | 0            | 0            | 1          | 0          | 0           | 0          | 0                  | 0                  | 0                  | 0                  | 4        | 0      | 0           | 0          |
| F. Pastor    | 15           | 6            | 1            | 0            | 4          | 2          | 1           | 0          | 2                  | 1                  | 0                  | 0                  | 21       | 9      | 2           | 0          |
| B. Reich     | 23           | 2            | 2            | 0            | 5          | 1          | 0           | 0          | 2                  | 0                  | 0                  | 0                  | 30       | 3      | 2           | 0          |
| F. Rohde     | 26           | 1            | 0            | 0            | 6          | 1          | 0           | 0          | 2                  | 0                  | 0                  | 0                  | 34       | 2      | 0           | 0          |
| B. Rudwaleit | 26           | -32          | 1            | 0            | 4          | -1         | 0           | 0          | 2                  | -5                 | 0                  | 0                  | 32       | -38    | 1           | 0          |
| B. Schulz    | 14           | 2            | 0            | 0            | 3          | 2          | 0           | 0          | 1                  | 0                  | 0                  | 0                  | 18       | 4      | 0           | 0          |
| M. Schulz    | 14           | 0            | 0            | 0            | 3          | 1          | 1           | 0          | 2                  | 0                  | 0                  | 0                  | 19       | 1      | 1           | 0          |
| T. Strecker  | 4            | 0            | 0            | 0            | 0          | 0          | 0           | 0          | 0                  | 0                  | 0                  | 0                  | 4        | 0      | 0           | 0          |
| A. Thom      | 26           | 13           | 2            | 0            | 6          | 6          | 0           | 0          | 2                  | 1                  | 0                  | 0                  | 34       | 20     | 2           | 0          |
| J.U. Zöphel  | 12           | 0            | 1            | 0            | 3          | 1          | 0           | 0          | 0                  | 0                  | 0                  | 0                  | 15       | 1      | 1           | 0          |